# Gerrit van de Ruit
Gerrit van de Ruit (* 12. September 1911 in Capelle aan den IJssel; † 30. Juli 1981 ebenda) war ein niederländischer Radrennfahrer.

## Sportliche Laufbahn
Gerrit van de Ruit war im Straßenradsport aktiv. Von 1933 bis 1939 war er Berufsfahrer. 1934 wurde er Vizemeister im Straßenrennen der niederländischen Profis hinter Cesar Bogaert. 1934 gewann er die Eintagesrennen Rotterdam–Utrecht–Rotterdam, 1937 die Acht Van Chaam, 1939 die Ronde van Honsbrock. Dazu kamen Siege in Kriterien in seiner Heimat. Zweiter wurde er 1938 bei Rotterdam–Feyenoord.
Bei den Straßenradsport-Weltmeisterschaften 1933 kam van de Ruit auf den 9. Platz, 1934 wurde er 5., 1936 kam er nicht ins Ziel. In der Vuelta a España 1935 wurde van de Ruit 14., die Tour de France 1937 beendete er nicht. In den Rennen der Monumente des Radsports war der 5. Platz in der Flandern-Rundfahrt 1935 sein bestes Resultat.